# 機動戦士ガンダム ギレンの野望 アクシズの脅威
『機動戦士ガンダム ギレンの野望 アクシズの脅威』（きどうせんしガンダム ギレンのやぼう アクシズのきょうい）はバンダイナムコゲームスのバンダイブランドから2008年2月7日に発売されたPlayStation Portable用ゲームソフト。
2009年2月12日には続編である『機動戦士ガンダム ギレンの野望 アクシズの脅威V』がPlayStation PortableおよびPlayStation 2向けに発売された。

## 作品概要
ガンダムシリーズを題材にした戦略シミュレーションゲーム『ギレンの野望』シリーズの作品。第2作『ジオンの系譜』をベースに「一年戦争」から「シャアの反乱」までを網羅した内容になっている。また、2006年に発表された一年戦争時代のOVA『MS IGLOO』やゲーム主導の一年戦争のMSVプロジェクト『ハーモニー・オブ・ガンダム』からも新たにユニットやキャラクターが登場する。
『ジオンの系譜』では、一年戦争からデラーズ紛争（『0083』）まではほぼ網羅しつつもグリプス戦役（Ζガンダム、ΖΖガンダム）については一部ユニットやキャラクターのみしか収録されていなかったが、本作はΖガンダムやΖΖガンダム、逆襲のシャアのユニットも多数追加されている。ヅダ、ヒルドルブ、ジム・ストライカー、サイコガンダムMk-II、ΖΖガンダム、バウ、ギラ・ドーガ、サザビー、νガンダムなどが登場し、これによりユニットは400種類以上、登場キャラクターは200人以上となった。
地球連邦やジオン公国では、一年戦争を扱った「第一部」、デラーズ紛争から第一次ネオ・ジオン抗争までを扱った「第二部」、そして第二次ネオ・ジオン抗争を扱った「第三部」の3部構成となっている。
新システムとして「アライメントシステム」「ユニット改造」「夜戦」「ユニット単位の委任」などの要素が追加された。また、前作に登場したユニットの性能も調整がなされている。
通常版の他に、限定生産のスペシャルパックが発売され、こちらには特別仕様のPSPとジオン十字勲章ストラップが同梱された。パッケージイラストは佐野浩敏でギレン、ジュドー、ハマーン、カミーユ、アムロ、シャアが描かれている。

## 陣営
前作まではゲーム開始時は「地球連邦軍」と「ジオン公国軍」の2つの陣営から開始することができたが、本作ではさらに「エゥーゴ」「ティターンズ」「アクシズ」をあわせた5つの陣営から自軍を選択することが可能となる。
また、ゲームを進めるごとに新たな勢力が出現し、その後はその陣営でのプレイも可能になる。最終的には、以下の13陣営でのプレイが可能。

### 本編シナリオ
地球連邦軍（レビル）
連邦に対して反旗を翻したジオン公国と戦う第1部「ギレンの野望」、デラーズ・フリート、ティターンズ/エゥーゴ(二択一)、アクシズと戦う第2部「ジオンの系譜」、ネオ・ジオンと戦う第3部「逆襲のシャア」に分かれている。
本拠地はジャブロー。
ジオン公国軍（ギレン）
地球連邦軍と戦う第1部「ギレンの野望」、エゥーゴ、ティターンズ、アクシズと戦う第2部「ジオンの系譜」、ネオ・ジオンと戦う第3部「逆襲のシャア」に分かれている。
本拠地はサイド3。
エゥーゴ（ブレックス）
サブタイトルは「ゼータの鼓動」。ジオン残党掃討を名目に結成されたティターンズはやがてスペースノイドの弾圧を行うようになった。これに対抗するためブレックスはエゥーゴを結成、ティターンズ打倒のために立ち上がる。
0087年に「グリプス戦役」が勃発、やがてハマーン率いるアクシズも参戦し三つ巴の戦いになる。0088年にはジュドーら次世代のニュータイプもエゥーゴに参加する。
この陣営のみ、厳しい条件を満たせばシャアの反乱がおこらず、クワトロと共にEDを迎えることができる。
本拠地はグラナダ。
ティターンズ（ジャミトフ）
サブタイトルは「グリプスの嵐」。一年戦争終結後、ジオン軍残党の掃討を目的とし、ジャミトフはティターンズを結成する。一方でスペースノイドの弾圧を行ったティターンズに対し「エゥーゴ」が結成される。0087年、ティターンズはエゥーゴ（ブレックス→クワトロ）との戦争「グリプス戦役」に突入する。更には、第三の勢力としてアクシズも参戦する。
本拠地はグリプス2。
アクシズ（ハマーン）
サブタイトルは「野望を継ぐ者」。一年戦争終結後、ジオン残党の一部は小惑星アクシズに逃れた。0087年、アクシズの指導者ハマーンは小惑星ごと地球圏に帰還しジオンの再興を掲げ、ティターンズ（ジャミトフ→シロッコ）とエゥーゴ（クワトロ）を相手取り戦うことになる。
本拠地はアクシズ。

### 外伝シナリオ
正統ジオン（キシリア）
サブタイトルは「ギレンの野望外伝 正統なるジオン」。0079年10月、ギレンのやり方に反感を持ったキシリアがクーデターを起こし、グラナダ近辺と東南アジアのジオン軍もこれに賛同した。連邦、ジオン公国を相手取って戦うifシナリオ。
本拠地はグラナダ。
新生ジオン（ガルマ）
サブタイトルは「ギレンの野望外伝 ガルマの栄光」。0079年10月、ガルマが蜂起し、これにドズルが呼応。北米近辺とソロモン周辺を領土とする。連邦、ネオ・ジオン（キャスバル）を相手取って戦うifシナリオ。
本拠地はニューヤーク。
ネオ・ジオン（キャスバル）
サブタイトルは「ギレンの野望外伝 復活のシャア」。シャアが父ジオン・ズム・ダイクンの名を受け継ぎ、キャスバル・レム・ダイクンとして月面都市グラナダにて反乱を起こす。ララァやシャリア、クスコなどのニュータイプを引き連れ地球連邦・ジオン公国双方と戦うifシナリオ。展開によってはホワイトベース隊のメンバーを加入させることも可能。
本拠地はグラナダ。
デラーズ・フリート（デラーズ）
サブタイトルは「ギレンの野望外伝 ジオンの残光」。一年戦争終結後、ジオン残党はデラーズ・フリートを結成し地球連邦軍に反旗を翻す。史実とは違い、既にティターンズが結成されており、連邦とティターンズ（ジャミトフ）を相手に戦うことになる。展開によっては後にアクシズのメンバーが合流することもある。
本拠地は茨の園。
エゥーゴ（クワトロ）
サブタイトルは「ギレンの野望外伝 シャアの帰還」。0087年、8月17日にブレックスが斃れ、クワトロがエゥーゴの指導者となる。ティターンズ、アクシズとの戦いを進めて行く。展開によってはジュドーたちも参加する。
グリプス戦役時代のシナリオではあるが、クワトロ（シャア）が陣営のリーダーなので、シャアの反乱に繋がることはない。
本拠地はグラナダ。
ティターンズ（シロッコ）
サブタイトルは「ギレンの野望外伝 シロッコの野心」。0088年1月25日シロッコはジャミトフを暗殺し、ティターンズの実権を握る。そしてエゥーゴ、アクシズ（ハマーン）を相手取り戦うことになる。
本拠地はグリプス2。
アクシズ（グレミー）
サブタイトルは「ギレンの野望外伝 ザビ家の血脈」。0088年、ザビ家の血を継ぐグレミー・トトはハマーンに対して反旗を翻す。アクシズ（史実ではネオ・ジオン）はハマーン派とグレミー派に分裂、エゥーゴを加えた三つ巴の様相になる。
本拠地はアクシズ。
ネオ・ジオン（シャア）
サブタイトルは「ギレンの野望外伝 逆襲のシャア」。一年戦争、グリプス戦役、ハマーン紛争と言った数々の戦争を経験したシャアは今後人類が戦争を繰り返さないようにするために「ネオ・ジオン」を旗揚げする。
地球連邦軍を相手にしたシャアの最後の戦いが始まる。全てのシナリオクリア後に開放される最終シナリオ。
また、エゥーゴ陣営以外の通常シナリオで必ず最後に敵陣営として登場する。
本拠地はサイド1

## 新システム
システムの多くは『ギレンの野望　ジオンの系譜』を継承しているが、いくつかの新システムが導入されている。
アライメントシステム
本作では、プレイヤーの行動により「属性（アライメント Alignment）」が変化するようになっている。これはプレイヤーがLAW（善）かCHAOS（悪）かということである。LAW寄りであれば、民衆からの支持があるため中立勢力から資金・資源等の支援が入ることがある。CHAOS寄りであれば、民衆が暴動を起こし行動が制限されることがあるが、コロニー落としのような大量殺戮を行う作戦が実行できるようになる。
アライメントは通常は徐々にLAW寄りになっていくが、イベントの選択肢などによっても変化する。プレイヤーの選択によっては、例えば「善のティターンズ」や「悪のエゥーゴ」といったif（もしも）も実現可能。ただし、原作を反映して、ゲーム開始時にティターンズやジオンはCHAOS寄り、エゥーゴや連邦がLAW寄りとなっている。
また、アライメントによっては途中から参加してくるキャラクターが変化する。例えば連邦の場合、LAW寄りならばチェーン・アギやケーラ・スゥといった主人公側のキャラクターが、CHAOS寄りならばジェリド・メサやカクリコン・カクーラーのような主人公に敵対していたキャラクターが参加するといった違いがある。
改造システム
前作までは一度作った兵器を変更することは出来なかったが、本作では一度作った兵器を資金と資源を消費することで別の兵器に改造することが可能になった。
一部、前の機体を生産し改造するという方法で、通常の生産よりも、安価で生産できる物もあるが、基本的には割高である。
（例）ザクIIF型（汎用型）を改造して地上専用のザクIIJ型や水中型のザク・マリンタイプ、砂漠用のザク・デザートタイプなどに変化させることが出来る。シャア専用ザクのような専用機も開発ではなく改造で制作する。特定の兵器に特定のパイロットを乗せた状態で「パイロット適応」を選ぶことで専用機に改造する。
夜戦
前作では「策略」でのみ夜戦が可能だったが、本作から戦略フェイズ毎に昼夜の概念が発生するようになった。夜になるとZOCが利かなくなり、敵ユニットの真横をすり抜けることができるようになる。また、索敵の成功率が低下するため昼間とは違った戦術が必要になる。
ユニット単位の委任
本作では指定したユニットごとに委任が可能になった。これによりユニット数が増えても効率的な運用が可能になっている。このほかチュートリアルの追加、コマンドのヘルプメッセージが見られるようになったこと、戦闘時に戦闘アニメーションのカットだけでなく高速化も行えるようになっているなどの改良点がある。
エリア別の委任
本作では、エリアによって手動戦闘もしくは委任戦闘を選ぶことができる。

### その他の変更点
アニメカット
従来の『ギレンの野望』シリーズではイベントシーンではアニメーションが導入されていたが、本作では無くなった。イベントシーンではアニメカット（一枚絵イラスト）が導入されている。アニメカットの総数は従来のギレンの野望シリーズで使用されたもの、新規描き下ろしのものを合わせると400以上。
技術レベル
ギレンの野望シリーズでは「技術レベル」が上昇することによって新たな兵器が開発可能になる。この技術レベルは『ジオンの系譜』は最高20までだったが、本作では最高30になった。
MSの開発レベルは一年戦争時のMSが1～15ほど、デラーズ紛争時のMSが10～16ほど、グリプス戦役時のMSが17～22ほど、第一次ネオ・ジオン抗争時のMSが20～28ほど、第二次ネオ・ジオン抗争時のMSが28～30ほどとなっている。
戦闘中での進入技の禁止
『ジオンの系譜』では、戦闘中のエリアから他のエリアに侵攻するいわゆる「進入技」が可能であったが、今作では自軍のエリアにしか退却ができなくなった。これにより難易度は若干上昇している。

## 機動戦士ガンダム ギレンの野望 アクシズの脅威V
『機動戦士ガンダム ギレンの野望 アクシズの脅威V』は、2008年2月7日に発売された『アクシズの脅威』の続編。PlayStation Portable版とPlayStation 2版が同時発売された。PSP版は前作のシステムデータを引き継げる（データを引き継ぐと、全14シナリオが最初からプレイ可能になるほか、MS図鑑などのデータベースも引き継がれる）。
登場作品が増え、新たに80種以上のユニットと5名のキャラクター、新規勢力として「テム・レイ軍」が追加。これによりメカニック総数は550以上（変形、武装、陣営違い等を含む）、キャラクター総数は260人以上（服装・陣営違い等を含む）とシリーズ最多となった。
また、ゲームシステムにも前作のユーザーからの要望を受け、細かな改良が施されている。
パッケージイラストはあきまんによるもので、レビル、ギレン、シロッコ、ハマーン、シャア、ブレックス、デラーズが描かれている。

### 前作からの変更点
- 資源を売却して資金を得る「プラン」が実行可能になった。
- 艦船からの同時発進コマンドの新設がされている。艦船から発進する際、最大3部隊をスタックした状態で、一斉に発進させられるようになった。
- 部隊コマンドでキャラクター配置ができるようになった。これに伴い「人事」コマンドは消滅した。
- パイロットの階級は自動昇格するようになった。
- 部隊数の上限が200から250に増加。
- 機体・パイロットのパラメータの再調整やCOM思考の柔軟性のUP。

敵AIが改良され、より手強くなった。どんなに不利な状況でも応戦してきた前作とは異なり、状況に応じて自軍エリアへ撤退するようになっているのが特徴。
また、一部機体のモデリングが変更されている（例：ジムの腰部アーマーの形状が2分割タイプに変更）。
- 難易度がVERY EASY・EASY・NORMAL・HARD・VERY HARD・HELL・SPECIALの全7段階になり、全ての難易度が条件を満たさなくとも選択できるようになった。

「VERY EASY」は、資金・資源が多い状態でスタート。また、一部のパイロットに初めから強力な兵器が配備されている。HARDよりも難しい「HELL」、「SPECIAL」を追加。「SPECIAL」は、被ダメージ&与ダメージが倍化、全兵器の生産ターンが1ターンになり、生産コストが半減するのが特徴。難易度自体は「NORMAL」に準じている。
- 1部クリア後の残ターン数によるボーナスが「敵勢力機体の設計プラン入手」から「敵勢力機体の直接生産可能」と「資金・資源・技術レベル経験値の獲得」に変更。また直接生産可能になる機体も、前作の設計プラン入手時よりレベルが落ちた。（連邦の場合、前作では24ターン未満クリアでキュベレイ他7体の設計プランが入手できたが、今作は30ターン未満クリアでビグ・ザム他7体が生産できるようになるのみ）

### テム・レイ軍
テム・レイ(Tem Ray)
サブタイトルは「ギレンの野望外伝 テム・レイ月面に立つ」。5シナリオ以上をクリアすると出現する追加シナリオ。
酸素欠乏症から回復したテム・レイが、戦争責任の一端が自らにもあるものとして、技術者たちの力で戦争を終わらせるために挙兵するという筋立て。シムス、ギニアス・サハリン、オリヴァー・マイ、フランクリン・ビダン、アストナージ・メドッソ、パプテマス・シロッコ、エマリー・オンス、チェーン・アギなど技術者・整備員系のキャラクターが時代と勢力を越えて集結し、配下となっている特別編。
初期の技術レベルは12と一年戦争後半レベルだが、Ζガンダムやジ・O、リ・ガズィといったこの時点では生産不可能な兵器も一部保有している。初期状態で大量の資金と資源を保有しており、技術レベルを上げれば本作に登場する全ての兵器開発プランが実行可能になるのが特徴。また、本勢力のみで開発可能な機体も存在する。
エンブレムは地球連邦軍のマークと似ているが、下がガンダムのV字アンテナのような形状になっている。
本拠地はグラナダで敵対勢力はティターンズ（ジャミトフ）とアクシズ（ハマーン）。

## 登場作品
※印は『アクシズの脅威V』で追加された作品を指すものとする。
テレビアニメ
- 機動戦士ガンダム
- 機動戦士Ζガンダム
- 機動戦士ガンダムΖΖ

OVA
- 機動戦士ガンダム0080 ポケットの中の戦争
- 機動戦士ガンダム0083 STARDUST MEMORY
- 機動戦士ガンダム 第08MS小隊
- 機動戦士ガンダム MS IGLOO

劇場
- 劇場版 機動戦士ガンダム
- 機動戦士ガンダム 逆襲のシャア
- 機動戦士Ζガンダム A New Translation

ゲーム
- 機動戦士ガンダム CROSS DIMENSION 0079
- 機動戦士ガンダム外伝 THE BLUE DESTINY
- 機動戦士ガンダム外伝 コロニーの落ちた地で…
- 機動戦士ガンダム戦記 Lost War Chronicles
- ギレンの野望オリジナル

小説、漫画
- 機動戦士ガンダム（小説版）
- ADVANCE OF Ζ ティターンズの旗のもとに　※
- ガンダム・センチネル　※
- 機動戦士ガンダム 逆襲のシャア ベルトーチカ・チルドレン（CCA-MSV）[6]
- 機動戦士ガンダム 閃光のハサウェイ　※

その他
- モビルスーツバリエーション (MSV)
- 大河原邦男コレクション (M-MSV)
- MS-X
- GUNDAM THE RIDE
- ハーモニー・オブ・ガンダム
- Ζ-MSV　※